# Свитенко, Николай Иванович
Николай Иванович Свитенко (6 декабря 1913 — 18 сентября 2007) — командир эскадрильи 7-го истребительного авиационного полка 5-й смешанной авиационной дивизии 23-й армии Ленинградского фронта, генерал-майор авиации, Герой Советского Союза.

## Биография
Родился 6 декабря 1913 года в городе Харьков. Окончил машиностроительный техникум. Работал на станкостроительном заводе.
В Красной Армии с 1934 года. В 1937 году окончил школу пилотов. Участвовал в боях на Западной Украине и в Западной Белоруссии в 1939 году, а также в советско-финской войне 1939—1940 годов.
На фронтах Великой Отечественной войны с 22 июня 1941 года. В первый же день вылетел на перехват гитлеровских «мессершмиттов», попытавшихся блокировать советский аэродром под Выборгом.
19 августа 1941 года крупная фашистская моторизованная колонна продвигалась к Красному Селу. Был отдан приказ о её уничтожении. Атака советских лётчиков была успешной. Однако Свитенко вынужденно посадил повреждённую машину практически рядом с гитлеровцами. Лётчик Алибек Слонов произвёл посадку и спас командира.
Капитан Николай Свитенко к январю 1942 года совершил 135 успешных боевых вылетов, в воздушных боях сбил лично 5 и в паре 7 вражеских самолётов. 10 февраля 1943 года за образцовое выполнение боевых заданий командования на фронте борьбы с немецко-фашистским захватчиками и проявленные при этом мужество и героизм Свитенко Николаю Ивановичу присвоено звание Героя Советского Союза с вручением ордена Ленина и медали «Золотая Звезда».
С 23 июля 1942 года по 12 января 1943 года командовал 15-м гвардейским штурмовым авиационным полком. С 9 ноября 1943 года командовал 14-м гвардейским истребительным авиационным полком. За годы войны совершил более 380 успешных боевых вылетов, в 102 воздушных боях лично сбил 15 самолётов противника и 7 в группе.
После войны продолжал службу в ВВС СССР. В 1948 году командовал истребительной авиационной дивизией в Прикарпатском военном округе. С 1958 года генерал-майор авиации Свитенко Н. И. — в запасе.
Жил в Харькове (Украина). Скончался 18 сентября 2007 года.